# Timothy Walker

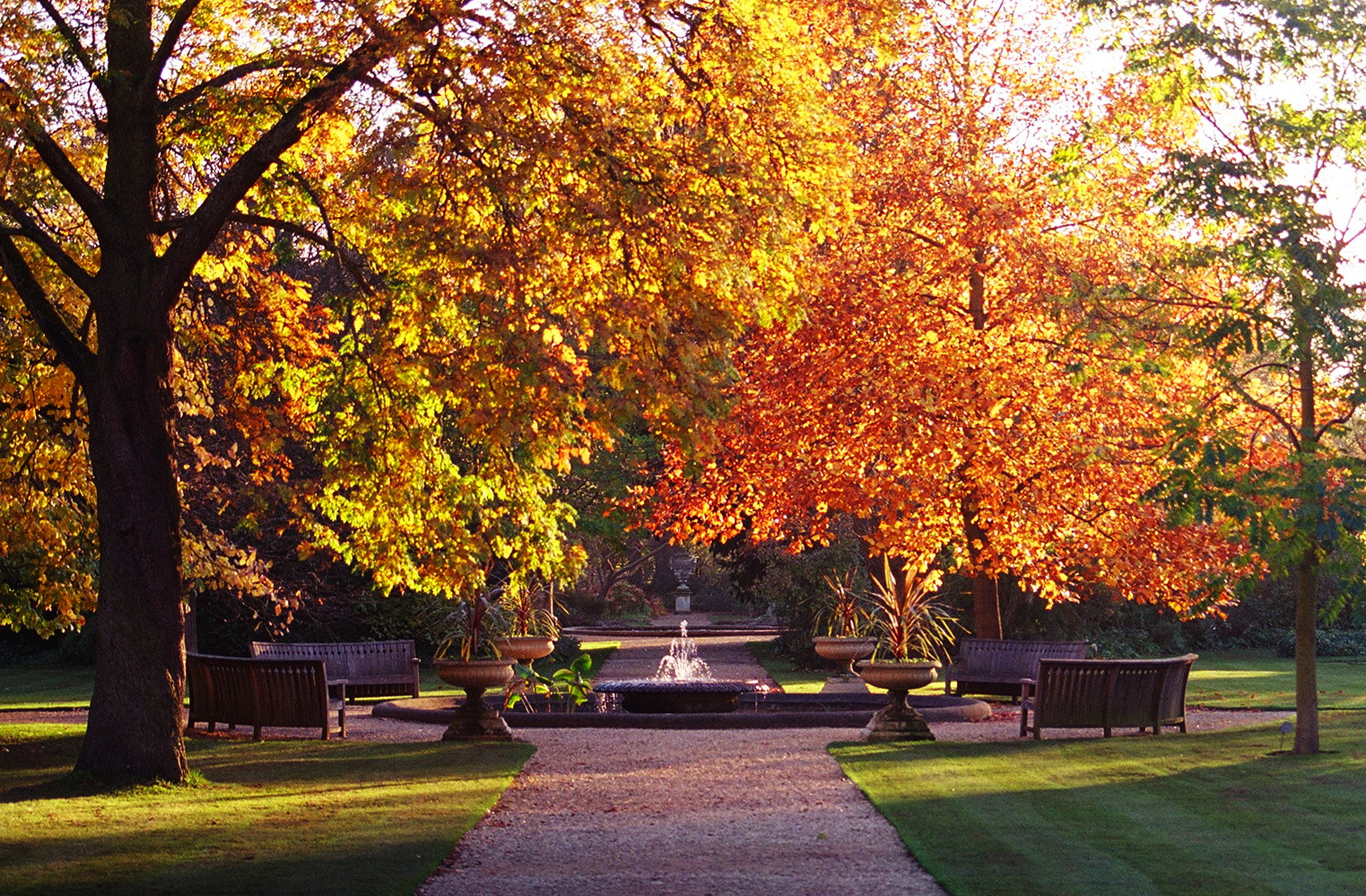
Timothy Walker ha sido el Horti Praefectus del Jardín botánico de Oxford desde 1988.

Timothy Walker (1958 ) es un botánico, y comunicador británico. Ha sido Horti Praefectus (director) del Jardín Botánico de la Universidad de Oxford y del Harcourt Arboretum desde 1988.
De 1977 a 1980, estudió botánica, obteniendo un B.Sc. por el University College, Oxford. Y de 1980 a 1982, fue entrenador jardinero en el Jardín Botánico de la Universidad de Oxford.
De 1982 a 1983, estudió por una certificación en horticultura en el Askham Bryan College en Yorkshire del Norte. Luego de 1983 a 1984, fue nuevamente entrenador jardinero en el Savill Garden, de Windsor Great Park. Durante 1984 a 1985, obtuvo un diploma de estudiante en Kew Gardens. Y de 1986 a 1988, fue Jefe General del Jardín botánico de Oxford, y en 1988 fue Horti Praefectus del Jardín.
Ha sido profesor en biología de la conservación vegetal, en el Somerville College, Oxford; y en ciencias biológicas en el Departamento de Botánica, Universidad de Oxford.

## Premios y reconocimientos
- Cuatro veces ganador de Medallas de oros en el Chelsea Flower Show de Londres.

## Algunas publicaciones
- t. Walker, s.a. Harris, k.w. Dixon. 2013. Plant conservation: the seeds of success Key Topics in Conservation Biology 2. John Wiley & Sons. ISBN 9780470658765. pp 313-326
- Junio de 2011, presentó Botany — A Blooming History, una serie de tres programas de televisión en la BBC Four, cubriendo la historia de la botánica.[3]